# Dumb Blonde
Dumb Blonde è un singolo della cantante canadese Avril Lavigne, pubblicato il 12 febbraio 2019 come terzo estratto dal sesto album in studio Head Above Water. 
Il singolo, che ha visto la collaborazione della rapper trinidadiana Nicki Minaj, è stato scritto dalla stessa Lavigne in collaborazione con Minaj, Mitch Allan e Bonnie McKee.

## Descrizione
Dumb Blonde invita ad essere forti e a combattere contro gli stereotipi.
(Avril Lavigne)

## Video musicale
Il 12 febbraio 2019 è stato pubblicato sul canale YouTube della cantante un lyric video del brano.

## Classifiche
| Classifica (2019) | Posizione massima |
| ----------------- | ----------------- |
| Canada            | 92                |
| Lituania          | 93                |